# Особняк Зива

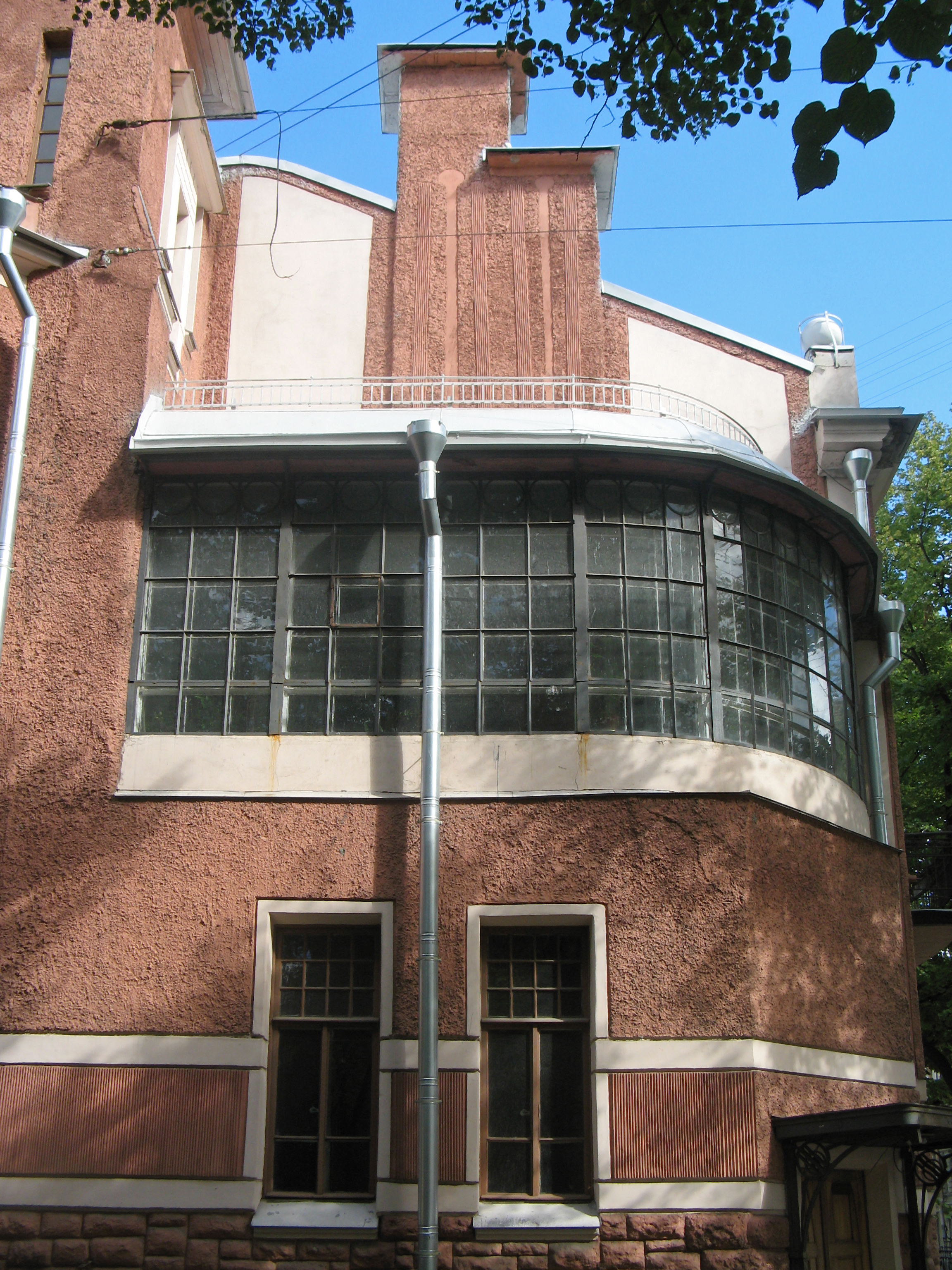
Восточная стена, Зимний сад

Особняк Ма́ркуса Зи́ва — исторический дом на Рижском проспекте в Санкт-Петербурге, построенный в 1905—1907 годах по проекту архитектора Бориса Гиршовича для купца Маркуса Зива.
Маркус Вульфович Зив (1852—1910) был успешным торговцем, купцом 1-й гильдии и влиятельным членом еврейской общины Петербурга. Его называли «королём старьёвщиков», поскольку именно с этой профессии он начал своё дело, которое впоследствии разрослось в целую артель и положило начало успешному бизнесу. В 53 года Зив решил построить дом в столице для своей большой семьи — к тому моменту у него уже было пятеро сыновей и три дочери. В качестве архитектора он пригласил знакомого по строительству петербургской хоральной синагоги архитектора Бориса Гиршовича.
Гиршович построил для Зива выразительный дом в стиле северного модерна, со сложным, асимметричным решением фасадов. Г-образное в плане здание было расположено в глубине участка, от красной линии улицы его закрывал палисадник. Характерно для модерна разнообразие оконных проёмов, контраст гладкой и шероховатой штукатурки, плавных и острых линий. С западной стороны расположен зимний сад с полукруглым объёмным внешним остеклением, над которым расположен геометричный трёхгранный эркер. В глубине двора были возведены служебные постройки из красного кирпича, декорированные в фахверковом стиле. В 1907 году участок обнесли оградой с узорной кованой решёткой, растительные мотивы которой перекликаются с оформлением парадной лестницы особняка.
Планировка внутренних помещений представляла собой комбинацию из анфиладной и коридорной систем. В отделке широко применяли дорогие материалы — мрамор, красное дерево, витражи, установили изразцовые камины и печи. Большой зал был расположен в левой части особняка на втором этаже, его оформили в стиле неорококо. Пространство помещения делили три арки с колоннами композитного ордера, потолок украшали плафон и лепные зеркала, стены украшены падугами, живописными орнаментами и скульптурными рельефами. К залу вела парадная трёхмаршевая лестница, пролёт которой украшал витраж с растительным орнаментом и стилизованными букетами в верхней части, сохранившийся до наших дней. В Дубовом зале, который выделял эркер на фасаде, на потолке размещался кессонированный плафон, а стены были отделаны панелями из красного дерева.
В настоящее время здание занимает «Дом детского творчества Адмиралтейского района Санкт-Петербурга „Измайловский“».